# Rikard Wolff
Rikard Wolff (Estocolmo, 8 de abril de 1958 - Estocolmo, 17 de novembro de 2017) foi um ator e cantor sueco.

Como ator de teatro, desempenhou o papel de Estragon na peça À Espera de Godot (1990). No cinema, participou nos filmes A Casa dos Anjos (1992 e 1994), e na televisão no filme Apelsinmannen (1990).

Como cantor, traduziu e interpretou Jacques Brel, assim como teve uma participação em Pojken på månen (1995).

## Prémios e nomeações de honra
- 2001 - Prémio Grammis para o álbum Min allra största kärlek
- 2013 -  Legião de Honra